# Caloptilia dentata
Caloptilia dentata là một loài bướm đêm thuộc họ Gracillariidae. Nó được tìm thấy ở Trung Quốc (Bắc Kinh).
Ấu trùng ăn Acer truncatum. Chúng ăn lá nơi chúng làm tổ.